# Фторид берклия(IV)
Фторид берклия(IV) (тетрафторид берклия) — неорганическое химическое соединение берклия и фтора с формулой BkF4. Единственный простой галогенид берклия(IV).

## Получение
- Фторирование элементарным фтором триоксида, диоксида или трифторида берклия при повышенной температуре[1][2]:

{\displaystyle {\mathsf {2Bk_{2}O_{3}+8F_{2}\ {\xrightarrow {400^{o}C}}\ 4BkF_{4}+3O_{2}\uparrow }}}
{\displaystyle {\mathsf {2BkF_{3}+F_{2}\ {\xrightarrow {t}}\ 2BkF_{4}}}}

## Физические свойства
Фторид берклия(IV) образует светло-коричневые кристаллы моноклинной сингонии типа фторида урана(IV). Параметры ячейки a = 1,2396 нм, b = 1,0466 нм, c = 0,8118 нм, угол β = 126,33°. Существуют, однако, некоторые различия в опубликованных значениях параметров решётки, что связано со сложностью рентгеновской дифрактограммы порошка фторида берклия(IV). На основании приведённых параметров ячейки рассчитана величина молекулярного объёма, равная 7,07·107 пм3, тогда как по другим данным она равна 7,148·107 пм3 и 7,28·107 пм3. Окружение берклия в его тетрафториде составляют 8 ионов F-, расположенных в вершинах слегка искажённой квадратной антипризмы. 
Труднорастворим в воде, довольно тугоплавок.

## Химические свойства
- На основании расчётов предполагается, что нетрудно синтезировать смешанные фториды берклия(IV) и щелочных металлов типа MBkF5, M2BkF6, M3BkF7 и M7Bk6F31, однако сведения об этих соединениях пока не опубликованы[1].

- Восстанавливается литием при повышенной температуре до металлического берклия[6]:

{\displaystyle {\mathsf {BkF_{4}+4Li\ {\xrightarrow {t}}\ Bk+4LiF}}}